# 제천종합운동장
제천종합운동장(堤川綜合運動場, Jecheon Stadium)은 대한민국 충청북도 제천시에 있는 스포츠 시설이다. 천연잔디 필드와 우레탄 트랙이 갖춰젼 다목적 경기장이며, 1988년에 개장했다. 2011년과 2012년 챌린저스컵 결승전을 개최했다.

## 참고 문헌
- 〈제천종합운동장〉. 《한국향토문화전자대전》. 한국학중앙연구원.[깨진 링크(과거 내용 찾기)]
- 《전국 공공체육 시설 현황 (2017년말 기준)》. 대한민국 문화체육관광부. 2019.
- 《2019년 전국 공공체육시설 현황 (2018년말 기준)》. 대한민국 문화체육관광부. 2020.
- 《2023 전국 공공체육시설 현황 (2022년 12월말 기준)》. 대한민국 문화체육관광부. 2024.